# 福州話
福州話（平話字：Hók-ciŭ-uâ，閩拼：huk21 ziu53 ua242，國際音標：[huʔ˨˩ tsiu˥˧ uɑ˨˦˨]），又稱閩語、閩音、閩腔、福建話、福州語（國際音標：[huʔ˨˩ tsiu˥˧ ŋy˧˧]）、平話（國際音標：[paŋ˨˩ ŋuɑ˨˦˨]），是漢語族閩語的代表方言，屬閩語閩東片，為福州民系以及福州疍民的母语。廣義的福州話泛指在昔日福州府所轄的福州十邑（縣）範圍內的侯官小片諸方言，狹義指福州市區的福州話。而福州市區的福州話又分兩種，以鼓楼音為代表的「城裡福州話」和以南臺音為代表的「城外福州話」，二者音系有區別，一般以鼓樓音為標準音。 全世界使用福州話的人口約一千二百萬人。

## 稱呼
1920年代起，福州話被認定為閩語的標準正音。1930年代，李方桂等學者曾经將閩語簡單分為「閩北語」與「閩南語」兩大分支。八年後（即1938年），日本臺灣總督府文教局編纂的《日閩會話》一書中，將福州話列為「閩語」。1940年代，由陳茂壬、北原癸己男、松田福信共同編纂的閩語教材《日華對譯福州語》中將「閩語」稱作福州話。1960年代，經過潘茂鼎等學者的研究後，語言學界又將閩語拆分為閩東、閩北、閩中、閩南、莆仙五種語言，並改用「閩東語」一詞來稱呼以福州話為代表的眾多可互通的方言，而閩北語一般指南平市一帶通行的一種閩語。五年後（即1965年），美國舊金山州立大學陳立鷗教授與羅傑瑞教授共同編纂並出版的福州話教科書《閩語入門》以及福州話詞典《閩英詞彙》，書中「閩語」一詞皆指福州話，內容均為福州話教學以及相關知識。2005年，陳澤平教授在《閩語新探究》中也繼承了上述《閩語入門》與《閩英詞彙》的理論，內容亦聚焦福州話。因此，福州民系除稱該語言為「平话」（平話字：Bàng-uâ，國際音標：[paŋ˨˩ ŋuɑ˨˦˨]，意為「本地人認為標準的方言」）外，亦慣用「閩語」（平話字：Mìng-ngṳ̄）專指福州話。

## 歷史

### 源流
福建最早為百越的七閩之地。战国末期，越国為楚国所滅，其王族率部眾遷至福建，與當地原住民融合為閩越族，建立闽越国。閩越人使用的語言稱為闽越语。現代語言學家通過語言比較發現，古代閩越語與現代壯侗語系存在一定血緣關係。現今閩語中大量「有音無字」的詞彙，不少是源自壯侗語系語言的底層遺存。
閩越國一度是中原政權東南方最強大的勢力，閩越國的統治中心东冶，正位於今日的福州市區。公元前110年，西漢派兵滅亡閩越國，將閩越人舉國遷徙到江淮流域一帶。在遷徙路途中，不少閩越人成群結隊逃匿於山間深處，形成後來的山越民族。此時的福州境域已經人走城空，只有漢朝駐軍駐守於此。這些漢人多為江東的吳人和江西的楚人，他們將自己的母語——古吳語和古楚語（古湘語）帶入福建。在與山越人接觸中，他們的語言融入閩越語元素，最後形成原始闽语。
西晋末年永嘉之乱，大量中原漢人逃入福建避難，其中以林、陳、黃、鄭、詹、丘、何、胡八姓人口居多，史稱八姓入闽。唐朝末年，河南固始人王审潮、王審知兄弟率民變軍隊攻入福建，後來以福州為中心建立闽国並割據數十年。這兩次事件為福州話的形成產生深遠影響，使福州話中融入大量上古漢語、中古汉语的音韻，不少音韻至今仍保留在福州話中。
原始閩語分化成各閩語的時間不詳，語言學者李如龙認為大致形成於唐末至五代時期。通過對《集韻》中語音的分析可以發現，閩語分化的時間在宋朝初年以前，當時建州（閩北）、福州（閩東）、泉州（閩南）三地的方言已經出現了明顯的差異。
近代，福州話吸納大量官話新詞以及西洋詞彙，特別是1842年福州被開放為通商口岸之後，福州與國外交往密切，福州話引入不少英語、日語等外國詞彙。清末民初，以黃乃裳為首的福州移民開始分批下南洋，移民數量雖遠不及閩南人、廣東人及客家人，但也在東馬、西馬和汶萊等地形成相當可觀的移民社群，使得福州話傳播到海外，在東南亞華人群體中具有一定影響力。

### 現狀
清朝末年以前，福州地區基本屬於單語社會，福州話是福州十邑的共通语，在當地居絕對優勢地位。遷居到福州但不會說福州話的外地人被稱為「兩個聲」［指「口音與福州人不同的人，即外地人（多指北方人）；不會說福州話的人」］，會像蜑民一樣受到福州民系的歧視和孤立。福州長期以來作為福建的行政中心，福州話對周邊地區語言影響甚大。閩東語的南北兩個方言片區差異較大，難以互通，但在閩東語通行範圍內，各縣市的人大多能聽懂並會說福州話。闽北地区的尤溪、建瓯、沙县、顺昌、将乐等縣市，也有以福州話為第二语言的人士。福州話對其他語言也產生了一定影響。莆仙语在形成過程中吸收了不少福州話的語音和詞彙成分。由於福州與琉球國（今屬日本沖繩縣）的特殊歷史淵源，沖繩語中保留有不少來自福州話的借詞，如「ソーミン」（福州話：「/só̤h-miêng」，意為「線麵」）、「マジャー」（福州話：「貓囝/mà-giāng」，意為「貓」）、「シンマ」（福州話：「神媽/sìng-mā」，意為「巫婆」）、「ジン」（福州話：「錢/cièng」），「イン」（福州話：「犬/kēng」，意為「狗」）、「ルー」（福州話：「櫓/lū」）、「フヰー」（福州話：「火/huōi」），「ドーフ」（福州話：「豆腐/dâu-hô」）等等。
自20世紀以來，在國語運動推廣國語、推廣普通话等影響下，政府不鼓勵甚至禁止市民在公共場合、媒體，尤其是校園中使用福州話。幾十年來，這一運動事實上基於這樣一個理念，即政府認為地方語和標準語不可和諧共存。激進的語言政策導致福州話正在加速地步入瀕危語言的行列。尤其在福州市區，不少學校長期使用普通話教學，部分學校更禁止使用方言，有相應處罰規定。且不少家長也認為說福州話對孩子成長有負面影響，加之外來人口湧入，越來越多的福州年輕人無法使用母語交流。2004年，东南快报記者對福州市區的20名學生進行隨機調查，發現其中9人不會說福州話，占將近半數；受訪的學生中，沒有一人會哼唱福州話童謠。近年來，政府和民間人士逐漸開始致力保護福州話。2008年3月16日，福州电视台生活頻道開設福州話節目《攀講》欄目，此後數年，該欄目獲得眾多福州市民的喜愛。2013年7月29日，福州市在153路公車上首次試行普通話、福州話雙語報站。福州地鐵使用普通话、福州话和英语三語報站。
福州語在馬祖同樣式微。1956年，出於防務需要，大量駐軍進駐馬祖和金門。為了加強地方建設，駐軍在當地大力掃盲、推廣國語，以促進軍民交流，導致福州語在馬祖的使用頻率嚴重下降。出於保護地方語言的需要，2000年頒布的《大眾運輸工具播音語言平等保障法》規定馬祖地區的大眾交通工具「應加播閩北（福州）語」。同時，在馬祖校園中開展當地語言教育。2019年1月11日，《國家語言發展法》通過，福州語作為地方語言之一成為法律保護對象。福州語於2022年成為連江縣（馬祖）學生的必修課程。

## 分布
福州話主要通行於閩江流域中下游（包括其支流大樟溪和古田溪流域）至入海口，涵蓋15個地方，分別是鼓樓、台江、倉山、晉安、馬尾、長樂、閩侯、永泰、閩清、羅源、連江、福清、平潭、古田、屏南，這些地區都屬於昔日的福州十邑。另外，尤溪東部洋中、尤溪口、湯川、中仙部分地區以及南平南部樟湖阪同樣通行福州話。狹義的福州話指福州市區通行的侯官片方言。馬祖列島使用的馬祖話也屬於廣義福州話的一種方言，與大陸福州話在腔調和用詞上存在一定差異，大部分接近長樂話，當地人稱之為「平話」或「馬祖話」。
隨著福州人向海外移民，福州話也傳播到马来西亚（西馬霹雳州的「小福州」实兆远及東馬砂拉越的「新福州」诗巫）、日本（長崎新地中華街）和美國纽约市唐人街（曼哈顿「小福州」东百老汇大街及布鲁克林「小福州」日落公园）等地的華人社區中，成為在海外影響力頗大的閩語（福州話）使用區。海外福州華僑所組織的福州十邑同鄉會，現任總會長是2019年蟬聯的吳換炎（全国政协委员、福建省僑聯副主席及香港福建社團聯會主席）。

## 音韻體系
福州話的聲母有15個，韻母46個，聲調7個。福州市區方言分兩種，以鼓楼音為代表的「城裡福州話」和以南臺音為代表的「城外福州話」，二者音系有區別，一般以鼓樓音為標準音。
其中，在語流中發生音變，還會產生另外2個濁聲母（/β/和/ʑ/）。它們分別是：
唇組聲母（4） p, pʰ, m, β
齒組聲母（8） t, tʰ, ts, tsʰ, s, l, n, ʑ(ʔ)
喉組聲母（4） k, kʰ, h, ŋ
福州話的基礎韻母有九個。它們分別是：a, ɑ, e, ɛ, o, ɔ, ø, œ, u, y, i。
福州話的韻尾雖然僅存塞喉的韻尾/ʔ/，但是在音韻變化以及語流中依然可以感受到另外一個韻尾/k/的存在。
福州話在字詞連讀的時候，會產生較為複雜的連音變化。這些變化被統稱為連讀變聲。

### 聲母
福州話的聲母有15個。
|        | 雙唇音              | 齒齦音                | 齦後音 | 舌根音              | 聲門音   |
| 塞音   | [pʰ] (波), [p] (邊) | [tʰ] (他), [t] (低)   |        | [kʰ] (氣), [k] (求) | [ʔ] (鶯) |
| 擦音   | [β]                 | [s] (時)              | [ʒ]    | [h] (喜)            |          |
| 塞擦音 |                     | [tsʰ] (出), [ts] (曾) |        |                     |          |
| 鼻音   | [m] (蒙)            | [n] (日)              |        | [ŋ] (語)            |          |
| 邊音   |                     | [l] (柳)              |        |                     |          |

上表的例字也同樣來自於《戚林八音》。
一些中青年的使用者無法區別[n]聲母和[l]聲母。例如「老」和「閙」都可以讀作[nau242]，也可以讀作[lau242]。多數人是將[l]併入[n]，也有人二者皆可。
作為一門古老的語言，福州話不存在諸如[f]或[v]這樣的唇齒音。
[β]和[ʒ]被添加斜體，因為它們只存在於連音中。（參見下文聲母類化一節）

### 韻母
福州話的韻母有46個。下表是福州話的元音音素，其中的四個圓唇元音被添加了黑體。
|        | 前元音                 | 後元音     |
| 閉元音 | /i/ [i~ɛi], /y/ [y~œy] | /u/ [u~ɔu] |
| 中元音 | /e/ [e~a], /ø/ [ø~ɔ]   | /o/ [o~ɔ]  |
| 開元音 | /a/                    | /a/        |

上表的元音音素連同鼻音韻尾和入聲韻尾，組合成福州話的韻母系統。福州話的韻母表如下。每格中，左邊為緊韻，右邊為鬆韻（關於緊韻和鬆韻，下文會詳細介紹）。
| 開韻尾          | 鼻音韻尾[-ŋ]     | 入聲韻尾[-ʔ]      |
| [a/ɑ](蝦/罷)    | [aŋ/ɑŋ](三/汗)   | [aʔ/ɑʔ](盒/鴨)    |
| [ɛ/ɑ](街/細)    |                  | [ɛʔ](漬)          |
| [œ/ɔ](驢/告)    |                  | [øʔ/œʔ](扔/嗝)    |
| [o/ɔ](哥/抱)    |                  | [oʔ/ɔʔ](樂/閣)    |
| [i/ɛi](喜/氣)   | [iŋ/ɛiŋ](人/任)  | [iʔ/ɛiʔ](力/乙)   |
| [u/ɔu](苦/怒)   | [uŋ/ɔuŋ](春/鳳)  | [uʔ/ɔuʔ](勿/福)   |
| [y/øy](豬/箸)   | [yŋ/øyŋ](銀/頌)  | [yʔ/øyʔ](肉/竹)   |
| [ia/iɑ](寫/夜)  | [iaŋ/iɑŋ](驚/命) | [iaʔ](擲/察)      |
| [ie/iɛ](雞/毅)  | [ieŋ/iɛŋ](天/見) | [ieʔ/iɛʔ](熱/鐵)  |
| [ua/uɑ](花/話)  | [uaŋ/uɑŋ](歡/換) | [uaʔ/uɑʔ](活/法)  |
| [uo/uɔ](科/課)  | [uoŋ/uɔŋ](王/象) | [uoʔ/uɔʔ](月/郭)  |
| [yo/yɔ](橋/銳)  | [yoŋ/yɔŋ](鄉/樣) | [yoʔ/yɔʔ](藥/歇） |
| [ai/ɑi](紙/再)  |                  |                   |
| [au/ɑu](郊/校)  |                  |                   |
| [ɛu/au](鳥/構)  |                  |                   |
|                 | [ɛiŋ/aiŋ](恒/硬) | [ɛiʔ/aiʔ](賊/黑)  |
|                 | [ouŋ/ɔuŋ](湯/寸) | [ouʔ/ɔuʔ](學/骨)  |
| [øy/ɔy](催/罪)  | [øyŋ/ɔyŋ](桶/洞) | [øyʔ/ɔyʔ](讀/角)  |
| [iu/iɛu](秋/笑) |                  |                   |
| [ui/uoi](杯/歲) |                  |                   |
| [uai](我/怪)    |                  |                   |

### 聲調
福州話共有七個初始聲調。古舊文獻以人耳判斷調值容易失準，以下按照2011年實驗語音學的調查。
| 名稱 | 陰平  | 陽平  | 上聲  | 陰去  | 陽去    | 陰入  | 陽入 |
| 調值 | 44 ˥˥ | 51 ˥˧ | 32 ˧˧ | 21 ˨˩ | 131 ˨˦˨ | 13 ˨˦ | 4 ˥  |
| 例字 | 君    | 群    | 滾    | 貢    | 郡      | 谷    | 掘   |

上表的例字摘自成書於清朝的福州話韻書《戚林八音》。
《戚林八音》把福州話描述成八個聲調，此書也由此得名「八音」。但事實上福州話中的上聲無法區分陰陽。因此福州話只有七個聲調。
陰入字和陽入字（即入聲字）以[-k̚]或[-ʔ]結尾。福州話理論上存在兩套入聲韻尾[-k]和[-ʔ]。但對於大多數使用者而言，這兩套韻尾只有在連讀變調和聲母類化中才可以區分開。因此，大多數語言學者認為[-k]韻尾已經從福州話中消失。
除了這七個初始聲調，在連讀變調中還產生兩個新的調值：「21」（˨˩，半陰去）和「35」（˧˥，半陽去）。參見連讀變調

#### 聲調與鬆緊韻的關係
在福州話中，鬆緊韻和聲調聯繫緊密。陰平、上聲、陽平和陽入字為緊韻字，而陰去、陰入和陽去字為鬆韻字。一個音節究竟應該讀緊韻還是鬆韻，由該字的聲調決定。
以下以平話字「a̤」的發音為例介紹鬆緊韻。「a̤」的緊韻為[ɛ]、鬆韻為[ɑ]，那麼，「a̤」的所有聲調發音如下表：
| 聲調     | 陰平                                                                        | 陽平  | 上聲  | 陰去  | 陽去    | 陰入  | 陽入 |
| 調值     | 44 ˥˥                                                                       | 51 ˥˧ | 32 ˧˧ | 21 ˨˩ | 131 ˨˦˨ | 13 ˨˦ | 4 ˥  |
| 鬆緊韻   | 緊                                                                          | 緊    | 緊    | 鬆    | 鬆      | 鬆    | 緊   |
| 平話字   | ă̤                                                                           | à̤     | ā̤     | á̤     | â̤       | á̤h    | ă̤h   |
| 國際音標 | ɛ˥˥                                                                         | ɛ˥˧   | ɛ˧˧   | ɑʔ˨˩  | ɑ˨˦˨    | ɑ˨˦   | ɛʔ˥  |
|          | ※註：「陰去」嚴式記法為213 ˨˩˧，慣讀在口語中一般被讀成「半陰去」（32 ˨˩）。 |       |       |       |         |       |      |

上表中，緊韻聲調的「ă̤」應讀作[ɛ˥˥]而不是[ɑ˥˥]；同理，鬆韻聲調的「â̤」則應讀作[ɑ˨˦˨]而不是[ɛ˨˦˨]，以此類推。

### 輕聲
同閩語閩南片一樣，福州話也存在讀輕聲的字。「iòng-kó̤」（烊去/yoŋ˥˧ ŋɔ，意為「熔化」）、「gàng-kó̤」（寒去/kaŋ˥˧ ŋɔ，意為「受涼了」）、「găng-huō-cĕ̤ng-kó̤」（肝火熧去/kaŋ˥˧ ŋuo˧˧ tsøyŋ˥˥ ŋɔ，意為「火了」，比喻暴躁或憤怒）中，「kó̤」（去）都讀作輕聲。在平話字中不表記輕聲，所有讀輕聲的字，仍按該字的原始讀音來書寫。表示屬格的「gì」（其，意為「的；地；個」）也讀作輕聲。
輕聲字不會導致前字連讀變調。但輕聲字有可能受前字的影響而發生聲母類化。

## 連讀變聲
與其他閩東語方言一樣，福州話的聲母、韻母和聲調，都可能因為連讀而發生變化。連讀變聲分為連讀變調、鬆緊變韻和聲母類化三種。

### 聲母類化
聲母類化是閩東語各方言非常典型的性質之一。當雙字或雙字以上組合成詞時，首字聲母從不變化，而其他字的聲母往往會發生濁化或鼻音化以匹配前一個字的韻尾。
| 前字的韻尾     | 後字的聲母 |
| 元音韻尾或[-ʔ] | - [p]和[pʰ]變化為[β]； - [t]、[tʰ]和[s]變化為[l]； - [k]、[kʰ]和[h]變化為零聲母（無[ʔ]）； - [ts]和[tsʰ]變化為[ʒ]； - [m]、[n]和[ŋ]不變化。  |
| [-ŋ]           | - [p]和[pʰ]變化為[m]； - [t]、[tʰ]、[s]和[l]變化為[n]； - [k]、[kʰ]、[h]和零聲母變化為[ŋ]； - [ts]和[tsʰ]變化為[ʒ]； - [m]、[n]和[ŋ]不變化。 |
| [-k̚]           | 所有聲母都不變化。 |

### 連讀變調
同閩東語各方言一樣，福州話的連讀變調規則比較複雜。當兩個或兩個以上的字組成詞語時，最後一個字永遠不變調，而其他字在絕大多數情況下都要變調。譬如，「獨」「立」「日」這三個字都是陽入字，調值都為「5」，分別讀作[duʔ˥]、[liʔ˥]和[niʔ˥]。當它們組合成詞語「獨立日」後，「獨」變調為「21」，「立」變調為「33」，因此整個詞讀作[duʔ˨˩ liʔ˧˧ niʔ˥]。
福州話雙字連讀變調規則為：
- 前字為陰平、陰去、陽去或陰入乙（[-ʔ]），在與為陰平、陽平、陽入三個聲調連讀的時候，變調為陰平；在與為上聲、陰去、陽去、陰入連讀的時候，變調為陽平。
- 前字為陽平或陽入，在與陰平連讀的時候，變調為陰平；與陽平、陽入、上聲連讀時，變調為上聲；與陰去、陽去、陰入連讀時，變調為半陰去（21）。
- 前字為上聲或陰入甲（[-k̚]），在與陰平、陽平、陽入連讀時，變調為半陰去（21）；在與上聲連讀時，變調為一個新的調值35；在與陰去、陽去、陰入連讀時，變調為陰平。

根據上述規律，可以總結出下面的福州話連讀變化規律表（綠色代表前字，藍色代表後字）：
|            | 陰平, 55     | 陽平, 53     | 陽入, 5      | 上聲, 33   | 陰去, 213    | 陽去, 242    | 陰入, 24     |
| 陰平, 55   | 55（陰平）   | 55（陰平）   | 55（陰平）   | 53（陽平） | 53（陽平）   | 53（陽平）   | 53（陽平）   |
| 陰去, 213  | 55（陰平）   | 55（陰平）   | 55（陰平）   | 53（陽平） | 53（陽平）   | 53（陽平）   | 53（陽平）   |
| 陽去, 242  | 55（陰平）   | 55（陰平）   | 55（陰平）   | 53（陽平） | 53（陽平）   | 53（陽平）   | 53（陽平）   |
| 陰入乙, 24 | 55（陰平）   | 55（陰平）   | 55（陰平）   | 53（陽平） | 53（陽平）   | 53（陽平）   | 53（陽平）   |
| 陽平, 53   | 55（陰平）   | 33（上聲）   | 33（上聲）   | 33（上聲） | 21（半陰去） | 21（半陰去） | 21（半陰去） |
| 陽入, 5    | 55（陰平）   | 33（上聲）   | 33（上聲）   | 33（上聲） | 21（半陰去） | 21（半陰去） | 21（半陰去） |
| 上聲, 33   | 21（半陰去） | 21（半陰去） | 21（半陰去） | 35         | 55（陰平）   | 55（陰平）   | 55（陰平）   |
| 陰入甲, 24 | 21（半陰去） | 21（半陰去） | 21（半陰去） | 35         | 55（陰平）   | 55（陰平）   | 55（陰平）   |

陰入甲是以[-k̚]結尾的陰入字，陰入乙是以[-ʔ]結尾的陰入字。

### 鬆緊變韻
在字詞的連讀時，鬆韻字會伴隨著變調而把它們的鬆韻轉變為其相對應的緊韻。這種現象被稱作鬆緊變韻。
例如，「福」是個陰入字，讀作[houʔ24]；「州」是個陰平字，讀作[tsiu55]。當兩個字組合成詞語「福州」時發生了連讀變調現象，「福」的調值從鬆韻的「陰入」（24）變為緊韻的「21」（半陰去），因此它的韻母也隨之從鬆韻[-ouʔ]轉變為緊韻[-uʔ]。所以這個詞讀作[huʔ21 tsiu55]。
而在「中國」一詞中，「中」是陰平字，讀作[tyŋ55]；「國」是陰入字，讀作[kuɔʔ24]。連讀時，發生了連讀變調現象，「中」字從緊韻的「陰平」（55）變為緊韻的「陽平」（53），因此不發生變韻。又因為聲母k與ŋ連讀後被類化為ŋ，因此「中國」一詞實際應讀作“[tyŋ53ŋuɔʔ24]”。
注意，福州話中的鬆緊變韻只是韻母元音音值上的變化，並非松喉元音與紧喉元音的交替。在正常語言環境中，福州話中所有的元音都是松喉元音。
鬆緊變韻是閩東語各方言獨特的現象。此一性質使得福州話艱澀難解，非以福州話作為母語者均難以學習和互相交流。

### 例外
在福州話口語中，有時候會為了強調特定的字詞，而特意不對它進行連讀變聲。例如，「會使」（â̤ sāi，意為「可以；是」）一詞，口語中一般讀作「ɛ˥˧ lai˧˧」。有時候為了強調「會」（â̤）這個字，特意將它獨立出來不做連讀變聲處理，把它讀作「ɑ˨˦˨ sai˧˧」。

## 詞彙

### 文白異讀
文白异读的現象經常在福州話中出現。福州話中的不少字詞分「文讀」和「白讀」兩種讀音，其中文讀是福州話從古代官話中引入的讀音，白讀則是福州話的固有讀音。一般將文讀音稱為「讀書語」，白讀音稱為「講白話」。
福州話的文白異讀現象可以分為七種類型：
- 聲母異讀：富，白讀：/pou˨˩˧/，文讀：/hou˨˩˧/。
- 韻母異讀：清，白讀：/tsʰiaŋ˥˥/，文讀：/tsʰiŋ˥˥/。
- 聲調異讀：看，白讀：/kʰaŋ˨˩˧/，文讀：/kʰaŋ˥˥/。
- 聲母和韻母異讀：評，白讀：/piŋ˥˧/，文讀：/pʰaŋ˥˧/。
- 聲母和聲調異讀：遠，白讀：/huɔŋ˨˦˨/，文讀：/uoŋ˧˧/。
- 韻母和聲調異讀：兩，白讀：/laŋ˨˦˨/，文讀：/luoŋ˧˧/。
- 聲韻調均異讀：飼：白讀：/tsʰɛi˨˩˧/，文讀：/søy˨˦˨/。

### 來自英語的借詞
在1842年第一次鴉片戰爭結束之後，英國脅迫清政府簽訂南京條約，福州作為五個通商口岸之一的城市向西方的商人和傳教士開放。隨後以英國人和美國人為主的西方人在福州開辦大量的教堂和西式學校，大量的英語詞彙也隨之被引入福州話，比較常見的有如下詞彙：
- 䘿/[kʰouʔ˥]，名詞，大衣。來自於「coat」；
- [nɛʔ˥]，名詞，球網。來自於「net」；
- 硼/[pʰeiŋ˥˧]，1. 動詞，把漆塗在器物上；2. 名詞，搪瓷釉。來自於「paint」；
- 鏰囝/[pʰeiŋ˧˧ ŋiaŋ˧˧]（城外福州話），名詞，1. 舊時通用的一角、兩角的小銀幣；2. 鋼鏰兒。來自於「penny」；
- 摕/[tʰɛʔ˥]，動詞，拿，取。來自於「take」；
- [kɛ˥˧ lo˧˧]，名詞，「女孩」的幽默説法。來自於「girl」；
- [so˥˧]，動詞，投籃。來自於「shoot」；
- [a˥˥ ki˥˧]，動詞，暫停。來自於「again」。（一說照用「a kieŋ」或因去鼻音變化而形成上述語音、此詞用於籃球比賽）
- 馬臘加/[ma˨˩ laʔ˥ ka˥]，地名，泛指南洋群島各國家。來自於「Malacca」（馬六甲）；
- [la˥˧ ko˥]，名詞，润滑油。來自於「lubricant」，由英語發音的首個音節加中文「膏」字組成。

## 同親緣語言的比較
閩語群都同源，不管是詞彙還是語法上，比如說「人」字，所有閩語的白讀都是訓讀為「儂」，等等。 
中原移民在西晉末年遷入閩南的過程中，第一站是現在的南京和鎮江（他們在南京定都），另一部分人經過浙江來到了福建，落腳點在福州和泉州（然後泉州那一支還有繼續南遷到粵東的），所以福州的閩民系的先祖當然也是來自古河洛地區。 
閩南片和閩東片的分化應該是在唐代，閩南片的文讀主要來自七世紀唐音，而閩東片主要來自十世紀唐音，所以像撮口呼字，兩者就很容易看出區別來。而且，閩東地近吳越，語音上受到南吳語影響比閩南大一些，所以後來韻尾逐漸減少，而閩南片的泉漳話把唐音的六大韻尾都保留了下來。並且，由於福州是省城，又受官話影響較深，所以聲母里濁塞音和濁擦音都消失了，但閩南片的泉漳話保存了一些。但與此同時，閩南片的泉漳話也消失了傳統閩語的六個音節，即：「-p・-t・-k・-m・-n・-ng」。這六個音節至今在閩語福州話中仍有保留。
可以看出，福州話口語中的許多常用詞彙都與古代漢語息息相關，許多可以追溯到先秦時期。上面所分析的福州話特有的詞彙表明其與《詩經》的關聯性遠超過其與《楚辭》的關聯性，顯示福州人的祖先來自河洛地域，而不是江湘地域，儘管後者在地理上更接近福州。  
在《詩經》各篇中其中特別值得注意的是與《詩經·邶風》和《詩經·鄘風》的出現。眾所周知，歷史上從中原向福建的第一次大規模移民發生在西晉末期的公元308年，即所謂「衣冠南渡」，或稱「八姓入閩」。所謂「八姓」系林、黃、陳、鄭、詹、邱、何、胡，其中的林、陳、鄭與唐朝末期公元892年入閩的王氏共同構成二十世紀初福州的四大姓氏。當時有「林陳一大半，王鄭滿街擺」之說（「王鄭」在福州話中與當地的一種叫「黃彈」的水果同音）。福州話的形成相信就發生在「八姓入閩」的前後。據傳，林為比干之後，周武王在克商之後賜此姓氏，源於河南牧野；黃源於黃國，在河南潢川一帶，亡國後以國為氏；陳為舜之後，源於陳國，周武王所封，都河南淮陽，亡國後以國為氏；鄭為周王室的一支，在河南新鄭，鄭亡國後以國為氏。這三大家族均來自於河南，而邶和鄘也就在豫北的湯陰一帶，與「八姓」之首的林氏發源地咫尺之遙。由此可見，福州話受到河南特別是豫北一帶的古方言影響是合乎邏輯的。

## 書寫系統
福州話有多套表記系統，包括漢字（方言字）、福州話拼音方案、馬祖採用的福州語注音，以及歷史上曾經存在過的福州土腔羅馬字（平話字）和福州話假名。

### 漢字
大部分的福州話詞彙都來自於古漢語，因此都可以用漢字寫出。許多用福州話撰寫的作品也都是用漢字書寫的，譬如《閩都別記》以及清朝末年西方傳教士在福州發行的漢字版本的《聖經》。但是漢字作為福州話的書寫系統，有許多缺點。
同其他閩語一樣，福州話保留了許多來自壯侗語系語言的獨特詞彙。這些詞彙是無法用常用漢字寫出的，即便能夠寫出，也從來沒有過統一的寫法。譬如否定詞「mâ̤」，推薦用字為「儥」，相當於泉漳話的「bē/bōe」（通常寫作「袂、」），可能是同源字。有的人創造由「勿」和「會」組成的，但是卻沒有被大多數字體所收錄其用法及發音；有的人把它寫作，是「不+會」的合音字；還有的人把它寫作同音字「賣」，但是「賣」的意思和它卻毫無關聯。也有人以「袂」借音書寫。
在中國，由於缺乏鄉土教育，幾乎所有福州話的使用者都處於福州話文盲的狀態。他們認為福州話無法用漢字寫出，而只有普通話才能用漢字寫出。因此當他們書寫福州話時，往往通過普通話的近似發音來錯用漢字。比如，「講脬」（gōng-pă，意為「說大話空話」）一詞常常被寫作「拱趴」，「會使」（â̤ sāi，意為「可以；是」）一詞常常被寫作「阿塞」。

### 平話字
平話字，即福州土腔羅馬字，是19世紀美國在福州的傳教士根據福州話的音韻設計出的一種羅馬化文字，被中國學者歸為「教會羅馬字」的一類。平話字克服了使用漢字書寫福州話時一字多音等等在內的一些弊端，在19世紀末到20世紀曾在部分基督教徒中通行。平話字忠實地表記了福州話中每個字在清末時期的發音，其缺點是無法體現連讀變調和聲母類化。此外，今日的福州話與清末時期的福州話不少字詞的發音已經悄然發生變化。
平話字自始至終未曾走出教會圈子，現今的使用已基本絕跡，甚至大部分福州人根本不知道平話字的存在。

### 其他書寫系統
福州話拼音方案是中國大陸學者在1994年出版的《福州方言詞典》中，為福州話設計的一種拼音方案。該方案是參照大陸通行的漢語拼音設計的，採用的也大致是漢語拼音字母，部分字母在拼音基礎上附加符號。只設計聲母和韻母，不設計聲調符號，聲調用數字表示。福州話拼音方案旨在忠實地反應福州話的實際讀音，因此只在連讀變調中才產生的[ʒ]和[β]都被設計了表記方式。此外，在中國大陸，用國際音標來表記福州話的方式很常見。
而在馬祖，學者們參照國語的注音符號，設計了福州語注音符號。不過，由於福州話與國語的差異甚大，有些讀音如[β]、[ʒ]、[œ]、[ø]無法使用既有注音來表記，一開始音用國際音標代替，現在改用修改過的注音符號表記。部分無法用國語注音表記的鼻音韻尾「[-ŋ]」，用注音「ㄥ」表記 (一開始用「ㄫ」來表記) ；入聲韻尾則用「ㆷ」表記 (一開始用「ㆶ」來表記)。在今日馬祖的國小鄉土語言教材中，同時使用漢字、國際音標和福州語注音來表記福州語。
此外，歷史上還存在過福州話假名。1940年，陳茂壬、北原癸己男、松田福信編寫的《日華對譯福州語》中，採用的就是福州話假名來表記福州話讀音。他們所著的《福州語音研究》中，使用的也是福州話假名。

### 書寫範本
以下是用閩語字（平話字）、教會羅馬字，以及福州話拼音方案和馬祖的福州語注音書寫的《聯合國世界人權宣言》第一條。其中，福州話拼音方案和福州語注音版本全部使用句子連讀之後的實際讀音。
| 閩語字 （平話字）版                  | 教會羅馬字版                                                              | 福州話拼音版                                                                                                | 福州語注音版 |
| 聯合國世界人權宣言                   | Lièng-hăk-guók sié-gái ìng-guòng sŏng-ngiòng                              | Lieng21 hak53 guok24 sie53 gai213 ing55 guong53 song55 ngüong53                                             | ㄌㄧㄝㄥ21 ㄏㄚㆶ53 ㄍㄨㄛㆶ24 ㄙㄧㄝ53 ㄍㄞ213 ㄧㄥ55 ㄍㄨiㄥ53 ㄙㄡㄥ55 ㄫㄩㄛㄥ53                                                       |
| 第一條                               | Dâ̤-ék dèu                                                                 | De213 ik21 deu53                                                                                            | ㄉㄝ213 ㄧㆶ21 ㄉㄝㄨ53 |
| 儂家生下來就是自由其，               | Nàng-gă sĕng giâ lì cêu sê cê̤ṳ-iù gì,                                     | Nang55 nga55 seng55 ngia242 li53 zeu21 li21 zü55 iu53 i,                                                    | ㄋㄤ55 ㄫㄚ55 ㄙㄟㄥ55 ㄫㄧㄚ242 ㄌㄧ53 ㄗㄝㄨ21 ㄌㄧ21 ㄗㄩ55 ㄧㄨ53 ㄧ,                                                                  |
| 著尊嚴共權利上一律平等。             | Diŏh cŏng-ngièng gâe̤ng guòng-lĭk siông ék-lŭk bìng-dēng.                  | Duok55 zoung55 ngieng53 goüng213 huak21 luk5 suong242 ik21 luk5 bing33 deng33.                              | ㄉㄨㄛㆶ55 ㄗㄡㄥ55 ㄫㄧㄝㄥ53 ㄍㄛㄩㄥ213 ㄏㄨㄚㆶ21 ㄌㄨㆶ5 ㄙㄨㄛㄥ242 ㄧㆶ21 ㄌㄨㆶ5 ㄅㄧㄥ33 ㄉㄟㄥ33.                                |
| 儂家有理性共良心，                   | Nàng-gă ô lī-séng gâe̤ng liòng-sĭng,                                       | Nang55 nga55 u21 li55 seng213 gëüng55 luong55 sing55,                                                       | ㄋㄤ55 ㄫㄚ55 ㄨ21 ㄌㄧ55 ㄙㄟㄥ213 ㄍㄜㄩㄥ55 ㄌㄨㄛㄥ55 ㄙㄧㄥ55,                                                                        |
| 並且應該以兄弟關係其精神來互相對待。 | bêng-chiă éng-gāi ī hiăng-diê guăng-hiê gì cĭng-sìng lì hô-siŏng dó̤i-dái. | Bing53 jia33 ing55 ngai55 i33 hiang53 nie242 guang53 hie242 i zing55 sing53 li53 hu55 suong55 dëü53 lai213. | ㄅㄧㄥ53 ㄖㄧㄚ33 ㄧㄥ55 ㄫㄞ55 ㄧ33 ㄏㄧㄤ53 ㄋㄧㄝ242 ㄍㄨㄤ53 ㄏㄧㄝ242 ㄧ ㄗㄧㄥ55 ㄙㄧㄥ53 ㄌㄧ53 ㄏㄨ55 ㄙㄨㄛㄥ55 ㄉㄜㄩ53 ㄌㄞ213. |

## 文學與藝術形式
- 《閩都別記》
- 福州竹枝詞
- 閩劇
- 福州評話
- 福州伬艺
- 真理三字經 （页面存档备份，存于）

## 腳註
1. ↑  . 海上丝绸之路资源库.   [2022-10-02]. （原始内容存档于2020-08-15）.
2. 1 2 3  《大眾運輸工具播音語言平等保障法》，民國89年（2000年）3月31日立法
3. ↑  . 中国政府网.   [2023-05-13]. 原始内容存档于2023-05-13.
4. ↑  .   [2019-01-27]. （原始内容存档于2019-05-11）.
5. ↑  Hammarström, Harald; Forkel, Robert; Haspelmath, Martin; Bank, Sebastian (编). . . Jena: Max Planck Institute for the Science of Human History. 2016.
6. ↑  何刚德. . 民國十一年（1922年） （中文）. 鍾傑人同年以閩語問余曰：「這一個山查是否續燕甫？」余曰：「不是。續燕甫我見過。」榮文忠亦用閩語答曰：「汝們說福州話，我們亦會說福州話。」
7. 1 2  陳茂壬，北原癸己男，松田福信.  （日语）. 福州語ハ閩語トモ稱スル。
8. 1 2  台灣總督府，文教局學務課.  （日语）. 閩語（福州語）ハ支那方言中ノ難ナルモノニテ。
9. 1 2  陳立鴎, 羅傑瑞.  （英语）. Chen, L., & Norman, J. 1965. An introduction to the Foochow dialect. San Francisco: San Francisco State College.
10. 1 2  陳立鴎, 羅傑瑞.  （中文）. Chen, L., & Norman, J. 1965. An introduction to the Foochow dialect. San Francisco: San Francisco State College.
11. 1 2  陳立鴎, 羅傑瑞.  （英语）.
12. 1 2  陳澤平.  （中文）.
13. ↑  佚名. . 福州. 大清光緒十年（1881年‌） （中文）.
14. ↑  謝章鋌. . 福州. 大清光緒二十八年（1902年‌） （中文）.
15. ↑  陶燠民.  （中文）.
16. ↑  力捷三. . 光緒二十二年（1896年） （中文）.
17. ↑  郭白陽. . 民國二十八年（1939年）注：此時間為定稿年份。: 卷一 （中文）. 先光祿公為之傳，又以閩腔方言編《番薯粿先生歌曲》一冊，詼諧絕作，寓警世之意，膾炙人口，惜未有能刊傳之也。
18. ↑  （繁體中文）連江縣本土教育資源網 （页面存档备份，存于）
19. 1 2  . 福州晚报. 2012-09-20  [2022-07-20]. （原始内容存档于2022-07-20）.
20. ↑  .   [2023-05-23]. （原始内容存档于2023-05-23）.
21. ↑  葉長青. . 民國十一年（1922年） （中文）. 今音以閩省城以上之音為準。
22. ↑  郭白陽. . 民國二十八年（1939年）注：此時間為定稿年份。 （中文）. 按：吾閩方言，約分福、廈、泉、汀、建、邵六種，其他各縣各有不同之腔。何岐海之《何氏學》、黃肖岩之《榕城方言古音考》、劉家謀之《操風瑣錄》、謝枚如之《說文閩音通》、大抵崇閩音為正音，雖諸篇僅及福州，然推究及各縣，未可不從福州始也。
23. ↑  . 馬祖日報. 2017-02-23  [2023-04-24]. （原始内容存档于2023-05-04）.
24. ↑  .   [2015-09-19]. （原始内容存档于2016-03-07）.
25. 1 2 3  侯精一主編，《現代漢語方言概論》，上海教育出版社2002年出版，208~209頁
26. ↑  徐晓望，福建通史，福建人民出版社，2006年
27. 1 2  （繁體中文）《北竿鄉志·住民篇·第二章：語言 （页面存档备份，存于）》
28. ↑  . 方志出版社. 2000年12月. ISBN 7-80122-605-4.
29. ↑  《福建省志·方言志》 （页面存档备份，存于）第一章　闽东方言 第一节　形成与分布
30. ↑  《福州市志（第8册）》[永久]第六篇　方　言
31. ↑  《福建省志·方言志》 （页面存档备份，存于）第三章　莆仙方言 第一节　形成与分布
32. ↑  《福建省志·方言志》 （页面存档备份，存于）概述 三、福建方言的流播和变异
33. ↑  （简体中文）请你评说校园禁讲福州话 （页面存档备份，存于），东南快报
34. ↑  （简体中文）《攀讲》栏目 （页面存档备份，存于）
35. ↑  （繁體中文）淺析《攀講》節目緣何能夠成功 （页面存档备份，存于），人民网
36. ↑  （简体中文）福州公交首次使用双语报站 公交公司考虑全面推广 （页面存档备份，存于）
37. ↑  （简体中文）福州153路公交试行普通话福州话双语报站 （页面存档备份，存于）
38. ↑  .   [2016-05-27]. （原始内容存档于2020-12-01）.
39. ↑  （繁體中文）提升國民中小學暨幼兒園本土語言教學成效實施計畫(草案) （页面存档备份，存于），連江縣本土教育資源網
40. ↑  .   [2020-09-02]. （原始内容存档于2020-12-24）.
41. ↑  .   [2020-09-02]. （原始内容存档于2020-12-24）.
42. ↑  .   [2020-09-02]. （原始内容存档于2020-12-24）.
43. ↑  福州方言 （页面存档备份，存于）海上丝绸之路，2017年10月28日
44. ↑  世界福州十邑同乡总会第十五届常年会员代表大会在马来西亚古晋举行 （页面存档备份，存于）福建省侨联网，2019年6月11日
45. ↑  全国政协委员吴换炎：建议设立国家级厦门湾生态绿色一体化示范区人民网，2021年3月11日
46. ↑  吴换炎：爱国爱港义不容辞 （页面存档备份，存于）人民政协网，2021年1月26日
47. 1 2 3 4 5 6  Peng, Gongguan.  (PhD论文). City University of Hong Kong. 2011. （原始内容存档于2022-06-08）.
48. 1 2 3  赵麟斌主编、王昌茂具体编纂. . 上海辞书出版社. 2015. “现代福州话语音系统”页
49. ↑  杜佳倫.  (PDF). 漢學研究. 2010  [2022-07-30]. （原始内容存档 (PDF)于2022-07-29）.
50. ↑  （繁體中文）福州語教師手冊(舊) （页面存档备份，存于）
51. ↑  （繁體中文）馬祖福州話常用一千詞 （页面存档备份，存于）
52. ↑  日華對譯福州語 （页面存档备份，存于）